# Ставрополь (метеорит)
Ставрополь — метеорит-хондрит весом 1500 грамм. Тёмно-оливковая каменная поверхность с металлическими вкраплениями. Намагничен, длина 132 мм, ширина 93 мм, высота 66 мм.

## Место падения
Метеорит упал 24 марта 1857 года на хуторе Шведино Петровской волости Новогригорьевского уезда Ставропольской губернии.

## Наблюдения очевидцев
Ставропольский губернский суд сообщает следующее: крестьянин Максим Калашников из хутора Шведина села Петровского был занят домашними работами на дворе 5 часов пополудни 24 марта 1857 года. Небо было густо покрыто тучами, раздались сильные удары грома, сопровождаемые сильным ветром и дождём, внезапно раздался треск, похожий на выстрел из пушки, крестьянин увидел, как на расстоянии 35 сажен с неба стремительно упал камень. Кроме него никто не наблюдал этого явления ...

## История
В марте 1859 года метеорит был доставлен в Тифлис, в Кавказский отдел Русского Географического общества, где его изучал исследователь геологии Кавказа академик Абих.